# Phong Phong
Phong Phong khoáng khu (giản thể: 峰峰矿区; phồn thể: 峰峰礦區; bính âm: Fēngfēng Kuàngqū) là một khu của địa cấp thị Hàm Đan, tỉnh Hà Bắc, Trung Quốc.

### Trấn
- Lâm Thủy (临水镇)
- Phong Phong (峰峰镇)
- Tân Pha (新坡镇)
- Đại Xã (大社镇)
- Hòa Thôn (和村镇)
- Nghĩa Tĩnh (义井镇)
- Bành Thành (彭城镇)
- Giới Thành (界城镇)
- Đại Dục (大峪镇)